# Brice Feillu
Brice Feillu (Châteaudun, 26 de julho de 1985) é um ciclista francês, corredor da equipe francesa Saur Sojasun, revelado no Ciclo-Clube de Nogent-sur-Oise, onde ficou até 2008. Atualmente corre junto ao seu irmão, Romain Feillu, na saur sojasun.

## Campanhas em grandes voltas
Tour de France 2009: Classificação(geral): 25º lugar a 41 min 14 s de Alberto Contador. Classificação (jovem): 6º lugar a 37 min 03 s de Andy Schleck. Classificação (pontos): 41º lugar com 41 pontos. Classificação (montanha): 14º lugar com 64 pontos. Venceu a 7ª etapa da competição, de Barcelona a Ordino-Arcalís, e ficou em terceiro na etapa Vittel-Colmar. Foi líder da classificação da montanha ao final da 7ª etapa.

## Conquistas

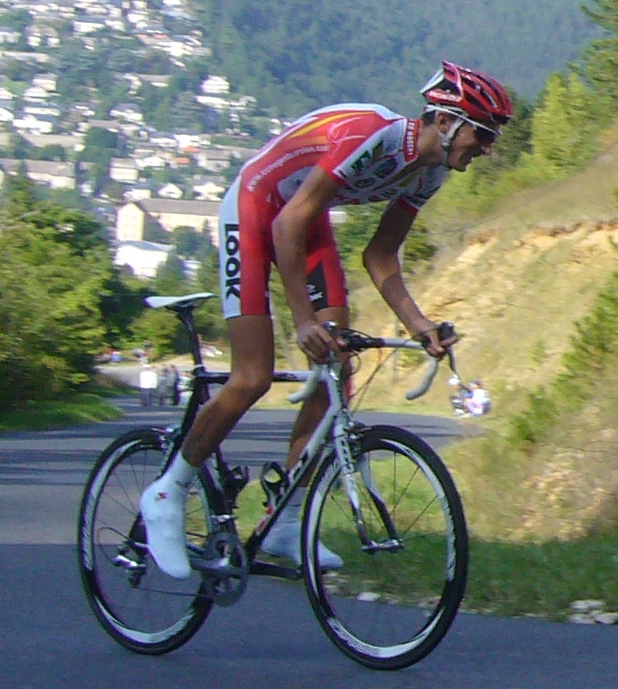
BriceFeillu em 2008

### Saur Sojasun[4]

#### 2012
Participou no Tour de France e na Volta de Portugal em Bicicleta.

#### 2009
No Tour de France 2009, venceu a 7ª etapa, pela qual passou na liderança da classificação do melhor escalador da competição, mas perdeu a camisa branca de bolinhas vermelhas na etapa seguinte, para o compatriota Christophe Kern, da equipe Cofidis.

### CC Nogent-sur-Oise

#### 2008
- Venceu a 5ª etapa da Volta da Alsácia[2][3]
- Ficou em 2º lugar da corrida Paris-Corrèze[2][3]

#### 2007
- Venceu a 3ª etapa da Ronde d' Oise, o contra-relógio por equipes.[2][3]